# Szent Apollinaris-bazilika (Róma)
A Szent Apollinaris-bazilika (Basilica di Sant'Apollinare), teljes nevén a Néró és Alexander fürdőjén épült Szent-Apollinaris-bazilika (Basilica di Sant'Apollinare alle Terme Neroniane-Alessandrine) Róma egyik katolikus temploma.

## Története
A templomot a kora középkorban, a 7-8. században alapították. Róma Ponte kerületében, a Piazza Navona és a Palazzo Altemps között áll. A területen egykor Nero római császár fürdője működött, amelyet Severus Alexander római császár újíttatott fel a 3. században. Védőszentje Szent Apollinaris, aki a hagyomány szerint Ravenna első püspöke volt.
Az első templom valószínűleg egy bizánci rítus szerint működő rendházhoz csatlakozott, amelynek szerzetesei III. León bizánci császár intézkedései elől menekültek Rómába. A templom eredetileg háromhajós volt, amelyekbe egy oszlopcsarnokon keresztül lehetett bejutni. 1742 és 1748 között a bazilikát az alapjaitól építtette újjá XIV. Benedek pápa Ferdinando Fuga építész tervei alapján.
A templom kétszintes, faloszlopokkal tagolt homlokzata tipikus példája a barokk és a neoklasszikus stílus átmenetének. Egyetlen, dongaboltozatos hajójába elliptikus előcsarnokon keresztül vezet az út. A világos hajóban három kápolnát alakítottak ki mindkét oldalon. Az épület legszebb freskója a Szent Apollinaris üdvössége, amelyet Stefano Pozzi festett. A főoltárt Bernardino Ludovisi szobrász készítette 1746-ban, két gyertyatartó pedig a híres római ezüstműves, Luigi Valadier munkája.
A jobb oldali kápolnákat Gonzaga Szent Alajosnak, János apostolnak és Xavéri Szent Ferencnek, a bal oldaliakat pedig Nepomuki Szent Jánosnak, Josemaría Escrivá de Balaguernek és Loyolai Szent Ignácnak ajánlották. János kápolnáját Giacomo Zoboli képe díszíti.
A templomban látható egy 15. századi Szűz Mária-ikon. A képet Róma 1527-es kirablásakor mészréteggel borították, hogy megóvják. A kép így maradt 1647. február 13-áig, amikor egy földrengés következtében a gipszréteg levált róla.
A templom, amely 1562-től 1824-ig plébániaként működött, egy nagyobb katolikus épületkomplexum része, amely több intézménynek is helyet adott az évszázadok során. 1574 és 1773 között a német jezsuita kollégium (később német-magyar), majd 1825-től pápai szeminárium  működött benne. Az épületet 1990 óta a Szent Kereszt Pápai Egyetem használja, amelynek kápolnájaként működik a templom.

## De Pedis temetése
1990-ben a Szent Apollinaris-bazilikában temették el Enrico De Pedist, a Banda della Magliana római bűnszervezet vezetőjét, amelyet kapcsolatba hoztak Emanuela Orlandi 1983. június 22-ei eltűnésével. A 15 éves vatikáni lánynak a Piazza Navona közelében veszett nyoma, miután hazaindult a Szent Apollinaris-templom közelében található zeneiskolából. De Pedis földi maradványait 2012-ben elszállították a kriptából.